# برتراند مادسن
برتراند مادسن (بالفرنسية: Bertrand Madsen)‏ مواليد 18 مايو 1972، هو لاعب كرة مضرب هايتي سابق وكان يلعب باليد اليمنى. أعلى تصنيف له في الفردي كان المركز الـ 246 في سنة 1991. أعلى تصنيف له في الزوجي كان المركز الـ 191 في سنة 1992.

## روابط خارجية
- برتراند مادسن على موقع رابطة محترفي التنس (الإنجليزية)
- برتراند مادسن على موقع الاتحاد الدولي لكرة المضرب (الإنجليزية)
- برتراند مادسن على موقع خلاصة التنس.كوم (الإنجليزية)